# La Red (TV-kanal)
La Red (tidigare Red Televisión och ursprungligen Compania Chilena de Televisión) är en privat chilensk TV-kanal.

## Ägare
Detta är de företag som haft ägarandelar av TV-kanalen från 1991 och framåt. 

### 1990-talet
- Chilefilms och Jaime Castro y Cía.
- Sociedad Saieh y Friedberg
- Consorcio Periodístico de Chile S.A.
- Canwest Global Communications Group
- Sociedad La Red
- Álvaro Saieh.
- Sociedad Mackenna y Latorre Ltda.
- TV Azteca

### Från 1999 och framåt
- Remigio Ángel González